# Don-ui mat
Don-ui mat (돈의 맛) è un film del 2012 diretto da Im Sang-soo.
È anche conosciuto con il titolo internazionale The Taste of Money. Ha vinto il 21° Buil Film Awards per la miglior musica di Kim Hong-jip ed è stato in concorso al Festival di Cannes 2012.

## Trama
In una casa lussuosa fuori Seul vive una delle famiglie più ricche del paese: il presidente Yoon, sua moglie Baek Geum-ok, e i figli Nami e Chul. Le redini del chaebol di cui Yoon è presidente sono tenute da Geum-ok, che l'uomo ha sposato solo per denaro. Il segretario privato di Yoon è Joo Young-jak, di umili origini, a cui viene assegnato il compito di rendere felice l'uomo d'affari Robert Altman con delle prostitute, affinché vada in porto un grosso affare che potrebbe essere cruciale per le finanze della famiglia. Tuttavia, quando Geum-ok scopre la relazione segreta tra il marito e la loro cameriera Eva, seduce Young-jak per vendetta e, per punire ulteriormente Yoon, decide di gettare discredito pubblico sulla famiglia facendo uccidere Eva. Yoon allora si suicida, prendendosi anche la colpa per i fondi neri creati da suo figlio Chul per Altman. Dopo il suo funerale, Young-jak si licenzia e accompagna la bara di Eva nelle Filippine insieme alla figlia di Yoon, Nami, con cui inizia una relazione.